# 橫帶祕鱂
橫帶祕鱂為輻鰭魚綱鯉齒目鯉齒亞目鯉齒鱂科祕鱂屬的其中一種，分布於亞洲土耳其及伊朗間的哈薩湖流域，體長可達4公分，可作為觀賞魚。

## 擴展閱讀
維基物種上的相關：橫帶祕鱂